# Șapte oameni de aur
Șapte oameni de aur (titlul original: în italiană 7 uomini d'oro) este un film de comedie coproducție italo-franco-spaniol, realizat în 1965 de regizorul și producătorul Marco Vicario care a scris și scenariul, protagoniști fiind actorii Rossana Podestà, Philippe Leroy, Gabriele Tinti, Giampiero Albertini. 

## Rezumat
Cu evidentă precizie de ceas elvețian, plănuit și controlat de „Profesor”, începe un nemaipomenit jaf: în fața Băncii Naționale a Elveției din Geneva, în care se află rezerva de aur a țării, șase oameni îmbrăcați în muncitori de la canalizare, sapă și sparg macadamul. Prin gurile de vizitare și canalele subterane, echipați cu cea mai modernă aparatură, în permanent contact radio cu „creierul”, oamenii ajung în sfârșit în trezorerie. Se înțeapă la tezaur și încep să pompeze șase tone de aur într-o cisternă. După ce e terminată treaba, „Profesorul” cu iubita sa Giorgia dispar trădând-ui pe toți, dar este și el trădat de Giorgia, care în secret s-a combinat cu directorul băncii. Aurul însă nu intră în posesia nici unuia, așa că gașca trebuie să o ia la Roma de la început...

## Distribuție
- Rossana Podestà – Giorgia
- Philippe Leroy – Albert, „Profesorul”
- Gastone Moschin – Adolf, neamțul
- Gabriele Tinti – Aldo, italianul
- Giampiero Albertini – August, portughezul
- Dario De Grassi – Anthony, irlandezul
- Manuel Zarzo – Alfonso, spaniolul
- Maurice Poli – Alfred, francezul
- José Suárez – directorul de bancă
- Ennio Balbo – comisarul de poliție
- Alberto Bonucci – Alessio, radioamatorul
- Renzo Palmer – funcționarul vamal
- Josè Luis Gallardo
- Renato Terra
- Juan Cortes

## Coloana sonoră
Coloana sonoră compusă de Armando Trovajoli, a fost publicată pe disc de vinil LP în 1966 conținând următoarele titluri:
Fața A
1. Seven Golden Men 3:25
2. Ping Pong 1:35
3. Please Nice  0:55
4. Rossana |Durata4 = 1:45
5. Thunder Bolt |Durata5 = 3:00
6. Rossana |Durata6 = 2:10
7. Seven Golden Men |Durata7 = 2:00

Fața B
1. Rossana  3:15
2. Walk On Home 2:05
3. Walk On Home 2:10
4. Rocking Horse 2:05
5. Seven Golden Men 1:15
6. Brick Top 1:35
7. Brick Top 1:50
8. Seven Golden Men 1:05

## Premii și nominalizări
- 1966 - Nastro d'argento
  - cea mai bună coloană sonoră lui Armando Trovajoli
  - cel mai bun producător lui Marco Vicario